# Coussay

Coussay este o comună în departamentul Vienne, Franța. În 2009 avea o populație de 273 de locuitori.